# ホルモン療法
ホルモン療法（ホルモンりょうほう）は、各種症状に対してホルモン剤、あるいはホルモンの分泌を促進または抑制する薬剤を用いる治療法の総称。

## 婦人科分野

### 月経治療
各種の月経異常の治療として、以下のようなホルモン療法がある。

#### ゲスターゲン療法
無排卵による無月経や極度の稀発月経など、放っておくと長期間生理が来ない人に対し、平均的な生理周期の後半に相当する時期に黄体ホルモン（ゲスターゲン）剤を投与して、ホルモン成分の消退時に月経様出血を起こす周期療法。
黄体ホルモンは本来、排卵後に卵巣から分泌されるホルモンであり、子宮内膜の成熟を促し、妊娠不成立で分泌が終了すると月経が起こる。ゲスターゲン療法は、この周期後半の黄体ホルモンを外部から投与する形になる。なお、第二度無月経で子宮内膜の増殖が行われていない場合は、ゲスターゲンの単独投与では排出すべき十分な子宮内膜が育っていないため消退出血は起きない。

#### カウフマン療法（エストロゲン・ゲスターゲン周期療法）
同じく、無排卵などによる周期異常の場合に、周期前半は子宮内膜を増殖させる卵胞ホルモン（エストロゲン）剤を投与し、周期後半からは卵胞ホルモン剤・黄体ホルモン剤の両方を投与する周期療法。
なお、外部からホルモン補充を行うことで脳は体内ホルモンが足りていると判断して分泌命令を弱め、卵巣は休息状態で原則として排卵が停止したままとなるため、早期に妊娠を希望する女性には不向きである（もっとも、不妊治療に入る前段階として、体のコンディションを整える目的でカウフマン療法を挟むケースもある）。無排卵の患者は、起こらない排卵を起こそうと脳が過剰に刺激ホルモンで卵巣に負担を掛けている場合が多く、いったん休養させることで卵巣機能の回復が期待される。カウフマン療法を数ヶ月繰り返した後にホルモン補充を中止すると、「リバウンド効果」で体内のホルモン分泌が促され、排卵が復活する可能性がある。

#### ピル
ピルは、卵胞ホルモンと黄体ホルモンの混合剤である。
上記のような月経の周期異常のほか、月経前症候群（PMS）や月経困難症、不正出血、子宮内膜症、子宮筋腫など、女性ホルモンが関連する様々な症状の改善対策としてしばしば広く用いられる。
成分量に応じて高用量ピル・中用量ピル・低用量ピルなどがあり、治療目的によって服用方法は異なるが、主として約21日間の服用と約7日間の休薬（または偽薬）を繰り返し28日前後の周期で回していく方式がとられる。

### ホルモン補充療法（HRT）
ホルモン補充療法(HRT) は、更年期の急激な女性ホルモン減少による更年期障害の緩和として行う経過措置である。また、ホルモン低下による骨粗鬆症の予防にも役立つ。閉経前・後の年数など、状況に応じて様々な投与方法がある。
- ホルモン補充療法による冠動脈疾患や乳癌発症などの経済的負担が、骨折減少などの有益性を上回ると報告された[1]。以後、米国でのホルモン補充療法は下火となり、352億ドルの医療費を軽減したと解析された[2]。

#### エストロゲン製剤単独投与（ERT）
主として更年期症状を生じる原因になっている、卵胞ホルモンの低下のみを補う方法。
卵胞ホルモン単独での作用では、子宮体癌の発生率を上げるなどエストロゲン依存性の副作用があるため、子宮を摘出した女性や、軽い短期・低量での補充に用いる。

#### エストロゲン・黄体ホルモン周期的投与
エストロゲン製剤単独投与の欠点を補うため、黄体ホルモン製剤も併せて投与する方法。黄体ホルモンは、子宮体癌など卵胞ホルモンによる疾患リスクの抑制に作用する。黄体ホルモン製剤を併用したホルモン補充療法では、ホルモン補充療法を行わなかった人より子宮体癌の発生率を下げる効果もある。ただし、投与期間が5年以上など長期に及ぶと、ホルモン補充療法を行わなかった人よりも微増するとの説もある。
黄体ホルモン製剤のみ定期的な休薬期間を設ける服用法と、エストロゲン製剤・黄体ホルモン製剤を同時に休薬する服用法とがあり、後者は月経治療でのカウフマン療法に類する（ただしホルモン補充量はそれよりも低め）。いずれも黄体ホルモン製剤の休薬期（通常10～14日間）には月経様出血が見られ、閉経前や閉経直後の女性に適する。

#### エストロゲン・黄体ホルモン連続投与
エストロゲン製剤・黄体ホルモン製剤併用補充で、休薬期間を設けず常に双方とも投与を続ける方法。エストロゲン・黄体ホルモン配合剤を用いる場合と、上記周期的投与法で用いる黄体ホルモン製剤を減量して併用する場合がある。
月経様出血はほとんど起こらず、閉経から長期間経過し出血の再開を望まない女性に適する。

#### 体外受精時のホルモン補充周期
凍結受精卵移植の際、通常は排卵によって起こる黄体ホルモンの放出が無いため、ホルモン補充療法を行う。エストロゲン製剤と黄体ホルモン製剤を併用していくが、投与開始時期・期間や剤形・投与量は医師（医療機関）により異なる。患者の子宮内膜の厚さやホルモン値を測定することによって調整する。

## トランスジェンダー
トランスジェンダーもしくは性同一性障害（現在は性別不合もしくは性別違和）と診断された人に対して、性別移行のためにホルモン補充療法を行われることがあり、これによって本人の体験する性同一性に近づける。

## 癌に対する作用
癌の中には、特定のホルモンによって増殖が促進されてしまう種類のものがある。そのため、当該ホルモンを分泌している器官を切除したり、分泌を抑制する薬剤を投与する治療が行われる。この療法は、がん細胞そのものを攻撃して殺す治療ではなく、あくまで発育を阻止してコントロールするのが特徴で、補助療法として手術や化学療法に併用される。 

### 乳癌
乳癌は、女性ホルモンのエストロゲンによって増悪する。
そのため、卵巣からのエストロゲンの分泌を抑え擬閉経状態をもたらすLH-RHアゴニスト、副腎からの男性ホルモンがエストロゲンへ転化するのを抑えるアロマターゼ阻害剤、乳腺においてエストロゲンの作用発現を抑える抗エストロゲン剤などを投与する治療が行われる。
副作用として、更年期障害類似症状を起こす場合がある。また、抗エストロゲン剤のタモキシフェンは、閉経後の使用では子宮体がんの発生率が上昇するとの報告がある（抗エストロゲン剤は、エストロゲン受容体と先に結び付いてエストロゲンの結合をブロックするが、エストロゲン類似物質であるため子宮内膜に対してエストロゲンと同様の効果をもたらす面がある）。

### 子宮体癌
子宮体癌は、女性ホルモンのエストロゲンによって増悪する。
そのため、逆に抑制に働く女性ホルモンの黄体ホルモンを投与してこれに対抗する。
副作用として、血栓症や肝機能障害を起こす場合がある。

### 前立腺癌
前立腺癌は、男性ホルモンによって増悪する。
そのため、精巣からの男性ホルモンの分泌を抑えるLH-RHアゴニスト、前立腺細胞内において男性ホルモンの作用発現を抑える抗男性ホルモン剤、男性ホルモンに拮抗する女性ホルモンなどを投与する治療が行われる。
副作用として、勃起障害や女性化乳房、心疾患・循環器疾患を起こす場合がある。
以前はホスフェストロール製剤の「ホンバン🄬」の内服ないし点滴治療が行われていたが、平成20年（2008年）をもち製薬会社において経過措置品目に移行し翌年の平成21年（2009年）3月に経過措置満了となったため、現在は流通していない。